# Ленгли, Джон Ньюпорт
Джон Ньюпорт Ле́нгли (англ. John Newport Langley; 2 ноября 1852 [по другим данным: 25 сентября 1852], Ньюбери, Великобритания — 5 ноября 1925, Кембридж, Великобритания) — английский физиолог и гистолог.
Член Лондонского королевского общества (1883) и его вице-президент (1904—05).

## Биография
Родился Джон Ленгли в 1852 году в Ньюбери. Окончил Кембриджский университет и остался работать там, с 1903 года занимал должность профессора.
Скончался Джон Ленгли 5 ноября 1925 года в Кембридже.

## Научные работы
Основные научные работы посвящены к анатомии и физиологии вегетативной нервной системы. Является основоположником учения о вегетативной нервной системе и основателем теории химического рецептора и связанного с ним понятия рецептивная субстанция.